# Добровінський Борис Натанович
Добровінський Борис Натанович (1(13) квітня 1912, м. Прилуки, Чернігівська область, Україна — грудень 1993, Москва, Росія) — радянський розвідник часів Другої світової війни, економіст, японіст.

## Біографія
Народився в єврейській родині робітників тютюнової фабрики.
Працював в апараті ЛКСМУ, навчався в училищі фабрично-заводському (ФЗУ).
У 1931–1934 р. навчається на фізичному факультеті МГУ.
У 1932 р. вступає у ВКП(б), опанував англійську та французьку мови, підготував дисертацію з фізики.
1934–1935 р. — Мобілізують у військову розвідку, в сектор Далекого сходу. Підготовку проходить в японському секторі Інституту сходознавства.
В липні 1935 р. Б. Н. Добровінський був направлений в японський відділ ГРУ.
В РУ РСЧА — РУ Генштабу Червоної армії: неодноразово перебував у розпорядженні Управління, крім того працював:
- перекладач (липень 1935 — березень 1936)
- секретний уповноважений (вересень 1938 — липень 1939) 2-го (східного) відділу
- заступник начальника 2-го відділення 3-го відділу (вересень 1940 — червень 1941)
- викладач кафедри розвідки Вищої спеціальної школи Генштабу Червоної армії (з червня 1941).
- Побував двічі у службових відрядженнях в Китаї.[2]

Звільнений з РУ РСЧА в 1950 році під час боротьби з космополітами та сіоністами.
Викладає політекономію у військових училищах Сибіру.
1961 р. — демобілізувався з армії.
У Москві зайнявся вивченням економіки Японії. Почав з посади молодшого наукового співробітника Інституту народів Азії АН СРСР.
У 1965 р. про захистив дисертацію і отримав вчений ступінь кандидата економічних наук.
У 1965 р. продовжив дослідження в ИМЭМОВ.
У 1975 р. — опублікував монографію «Японія: проблеми ефективності економіки».
У 1977 р. захистив докторську дисертацію з проблем ефективності виробництва і науково-технічного прогресу розвинених капіталістичних країн (особливо Японії).
Б. Н. Добровінський помер у грудні 1993 р.

## Роботи
- Япония: проблемы эффективности экономики / Б. Н. Добровинский. — М. : Наука, 1975. — 333 с.
- Японская экономика,1970-1983 гг. / Б. Н. Добровинский. — М. : Наука, 1986. — 204 с.
- «Японія: проблеми ефективності економіки».

## Спогади
|                                                                                  | "18 июня 1941 года, — вспоминал Добровинский, — я доложил начальнику ГРУ о том, что от нашего человека из Гонконга получено сообщение: на падение Германии на СССР дело дней. Немцы заняли исходные позиции для массированного удара по всей границе. Агент надежный. Считаю необходимым доложить тов. Сталину". Голиков (тогдашний начальник ГРУ. — П.Ч. ) ответил: "Тов. Сталин приказал мне, чтобы такого рода английскую дезу (дезинформацию. — П.Ч. ) я ему не докладывал" |
| — Цит. по: Певзнер Я.А. Вторая жизнь. М., 1995. С. 437., Спогади про початок ВВВ | |